# Agathosma pungens
Agathosma pungens là một loài thực vật có hoa trong họ Cửu lý hương. Loài này được (E.Mey. ex Sond.) Pillans mô tả khoa học đầu tiên năm 1950.